# Zvolenská Slatina
Zvolenská Slatina (latinsky Sancta Crux de Solio, německy Großslatina, maďarsky Nagyszalatna, do roku 1927 Veľká Slatina) je obec na Slovensku v okrese Zvolen. V obci žije přibližně 2 800 obyvatel. První písemná zmínka o obci pochází z roku 1332.

## Poloha
Obec leží ve Zvolenské kotlině, v údolí Slatinského potoka, což je pravobřežní přítok Slatiny.

## Dějiny
Archeologové ve vsi našli žárové pohřebiště lužické kultury z mladší doby bronzové. Slatina se zmiňuje v roce 1332 jako obec svobodných, neboť zde žili královští lovci a byla zde kurýrní a strážní služba panství Vígľaš. V 16. a 17. století zde stála protiturecká pevnůstka, přesto obec zažila hodně přepadů a Turkům byla poplatná od roku 1584 do roku 1668, tedy téměř století. Od 17. století se tehdejší Welke Slatina rozrostla na městečko.
Lidé se živili zemědělstvím a přes zimu řemesly, zejména kožešnictvím, ale i obchodem s obilím. Během první republiky se z vesnice odstěhovalo poměrně hodně obyvatel. Při Slovenském národním povstání, zejména v říjnu 1944, zde bylo velitelské stanoviště 2. československé paradesantní brigády.

## Části obce
- Místní část Slatinka
- Místní část Rajčula
- Místní část Sebechov
- Místní část Prefektuška
- Místní část Kráľová
- Místní část Šibenice
- Místní část Boroviny
- Místní část Krvavník
- Místní část Nový Dvor (Slatinský Majer)

## Rodáci
- Terézia Vansová, slovenská spisovatelka
- Mária Ďuríčková, slovenská spisovatelka
- Mikuláš Moyzes, slovenský skladatel a varhaník
- Rinaldo Oláh, houslový virtuóz a primáš
- Martin Libjak, pedagog
- Ján Kulich, sochař a národní umělec
- Ján Bahýľ, konstruktér a vynálezce
- Ján Husárik, choreograf a režisér